# Rio Jabiberi
Rio Jabiberi är ett periodiskt vattendrag i Brasilien.   Det ligger i delstaten Sergipe, i den östra delen av landet, 1 200 km öster om huvudstaden Brasília.
Omgivningarna runt Rio Jabiberi är huvudsakligen savann. Runt Rio Jabiberi är det ganska tätbefolkat, med 54 invånare per kvadratkilometer.